# 다지리촌 (니가타현)
다지리촌(田尻村)은 니가타현 가리와군에 있던 촌이다. 

## 역사
- 1901년 11월 1일 - 히카타촌, 도요타촌이 합병해 가리와군 다지리촌이 성립하였다.
- 1955년 2월 1일 - 가시와자키시에 편입되어 소멸하였다.

## 참고문헌
- 『市町村名変遷辞典』東京堂出版、1990年。